# Santiago Ventura
Santiago Ventura Bertomeu (født 5. januar 1980 i Castellón, Spanien) er en spansk tennisspiller, der blev professionel i 2001. Han har, pr. maj 2009, vundet fire ATP-turneringer, fordelt med én single- og tre doubletitler. Hans enlige singletitel blev vundet i maj 2004 i en turnering i Marokko, hvor han i finalen besejrede slovakken Dominik Hrbatý.
Ventura er 182 cm. høj og vejer 78 kilo.